# Robert II Hesbaye
Robert II Hesbaye (ok. 770 - 12 lipca 807) - hrabia Wormacji i Rheingau od ok. 770 roku. Otrzymał z rąk Karola Wielkiego tytuł księcia Hesbaye (dux Hesbaye) ok. 800 roku. Pochodził z dynastii nazwanej później Kapetyngami. Jego ojcem był Turyngbert. Imię matki nieznane. 
Zapewne był dwukrotnie żonaty. Jego pierwszą żoną była Teoderata. Ich dzieckiem był następca Robert III z Wormacji. Drugą jego małżonką była Isengarda. 